# Bocydium germarii
Bocydium germarii är en insektsart som beskrevs av Guérin-meneville 1844. Bocydium germarii ingår i släktet Bocydium och familjen hornstritar. Inga underarter finns listade i Catalogue of Life.